# Jan Santini Aichel
Jan Blažej Santini Aichel (gedoopt als Johann Blasius Santini Aichel) (3 februari 1677 - 7 december 1723) was een Boheems architect van Italiaanse komaf. Hij staat bekend om zijn unieke combinatie van barok en gotiek. Hij werd geboren als de oudste zon van een steenwerker in Praag. Zijn grootvader was in 1630 van Italië naar Praag gemigreerd. Vanaf zijn geboorte was de helft van zijn lichaam verlamd, waardoor het voor hem onmogelijk was in de voetsporen van zijn vader te treden. Noodgedwongen richtte hij zich daarom op de architectuur.
Santini trouwde in 1707 met Veronica Elisabeth, met wie hij vier kinderen kreeg. Alle drie zijn zoons stierven echter al op jonge leeftijd aan de gevolgen van tuberculose. Alleen zijn in 1713 geboren dochter Anna Veronika overleefde. Zeven jaar later stierf ook zijn vrouw, waarna hij hertrouwde met Antonia Ignatia Chrapická of Mohliškovice, een vrouw van adellijk komaf. Hierdoor verwierf Santini zelf adellijke status. Uit dit huwelijk kreeg Santini nog twee kinderen. Santini zelf stierf op de betrekkelijk jonge leeftijd van 46, waardoor veel van zijn werken onafgemaakt achterbleven.
Gedurende zijn carrière werkte hij veelvuldig samen met onder meer Kilian Ignaz Dientzenhofer. Onder zijn bekendste werken zijn de Bedevaartskerk van Sint-Johannes van Nepomuk en de Kerk van de Tenhemelopneming van de Maagd Maria en Sint-Johannes de Doper, gelegen op de UNESCO-werelderfgoed site van Mariánská Týnice.

## Galerij

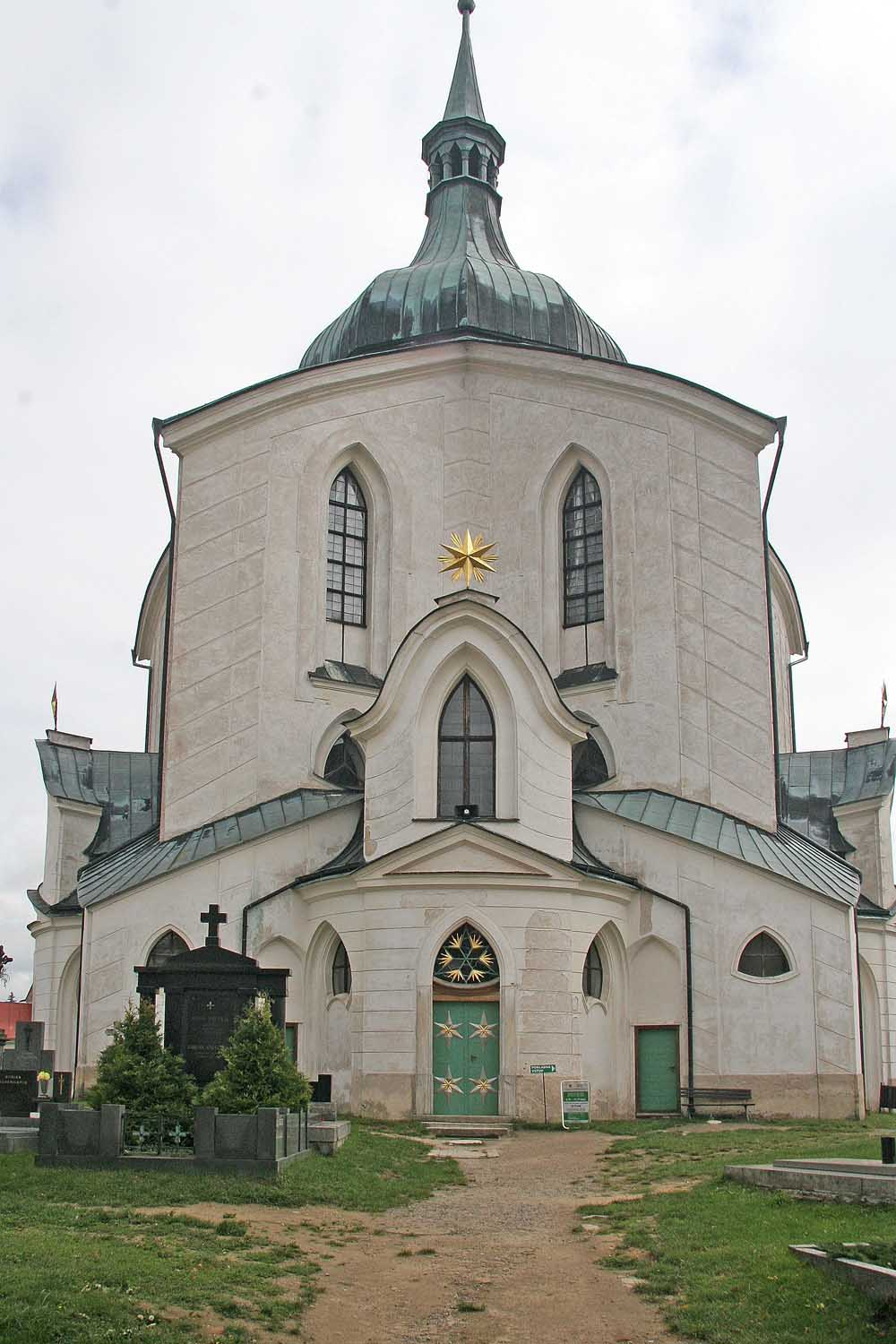
Bedevaartskerk van Sint-Johannes van Nepomuk
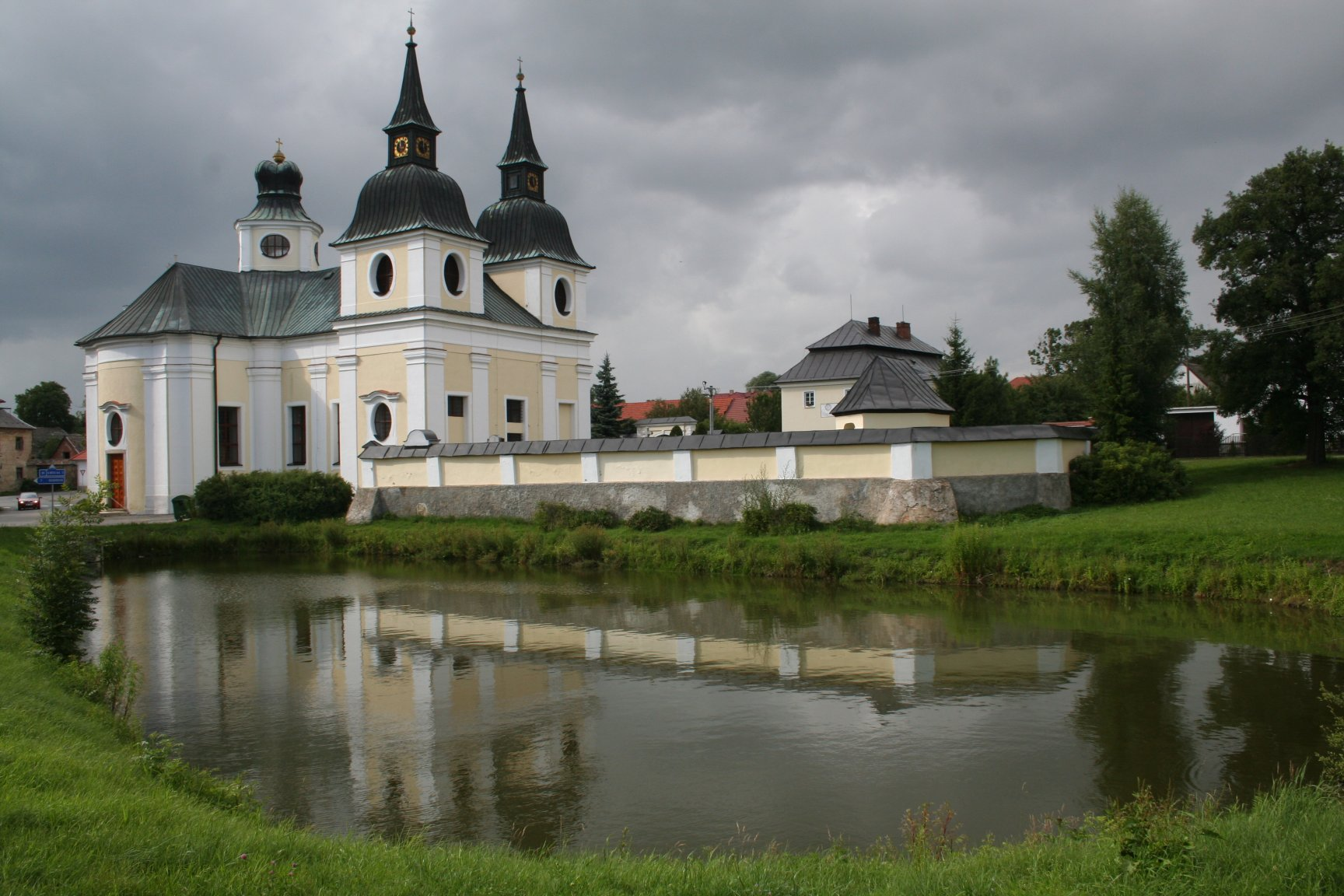
Sint-Wenceslas Kerk in Zvole
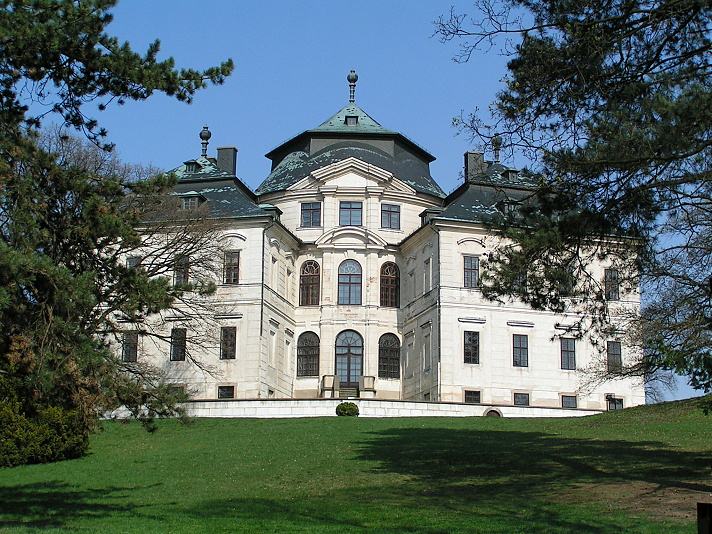
Chateau Karlova Koruna in Chlumec nad Cidlinou
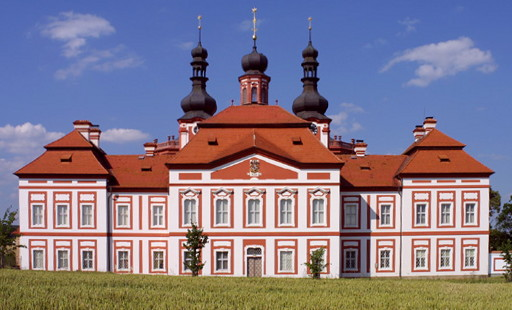
Mariánská Týnice

- Bibliothèque nationale de France: cb12191493n (data)
- Gemeinsame Normdatei: 119030837
- International Standard Name Identifier: 0000 0000 8270 0254
- Library of Congress Control Number: n88625410
- Nationale Bibliotheek van Tsjechië: jn20000728589
- Nationale Bibliotheek van Israël: 987007434750305171
- Nederlandse Thesaurus van Auteursnamen: 073932078
- RKD-Nederlands Instituut voor Kunstgeschiedenis: 332739
- Système universitaire de documentation: 082109591
- Union List of Artist Names: 500013423
- Virtual International Authority File: 77116828
- WorldCat: E39PBJrm39Mg8TR7yk3XjDW4bd